# مريمية خشبية
المريمية الخشبية أو جراثيم الغابات أو حكيم الخشب، هو نوع من النباتات المزهرة في جنس الجعدة من فصيلة الشفوية. موطنها الأصلي أوروبا الغربية وتونس، ولكنها تُزرع في العديد من الأماكن كنبات زينة في الحدائق، وتتوطن في عدة مناطق (نيوزيلندا، وجزر الأزور، وعدد قليل من المناطق في أمريكا الشمالية).

## وصف
يصل طولها إلى 30–60 سنتيمتر (12–24 بوصة). وهو نبات عشبي معمر ذو سيقان منتصبة ومتفرعة. الأوراق معنقدة، مسننة بشكل غير منتظم، مثلثة الشكل بيضاوية إلى مستطيلة الشكل، مجعدة قليلاً. الإزهار من زهور أحادية الجانب (جميع الزهور "تبدو" في نفس الجانب) ذات لون أخضر شاحب أو زهور صفراء تحمل أربعة أسدية ذات خيوط حمراء أو بنفسجية. تمتد فترة الإزهار من يونيو إلى أغسطس. تلقح هذه النباتات بشكل رئيسي عن طريق أنواع من غشائيات الأجنحة.

## معرض الصور

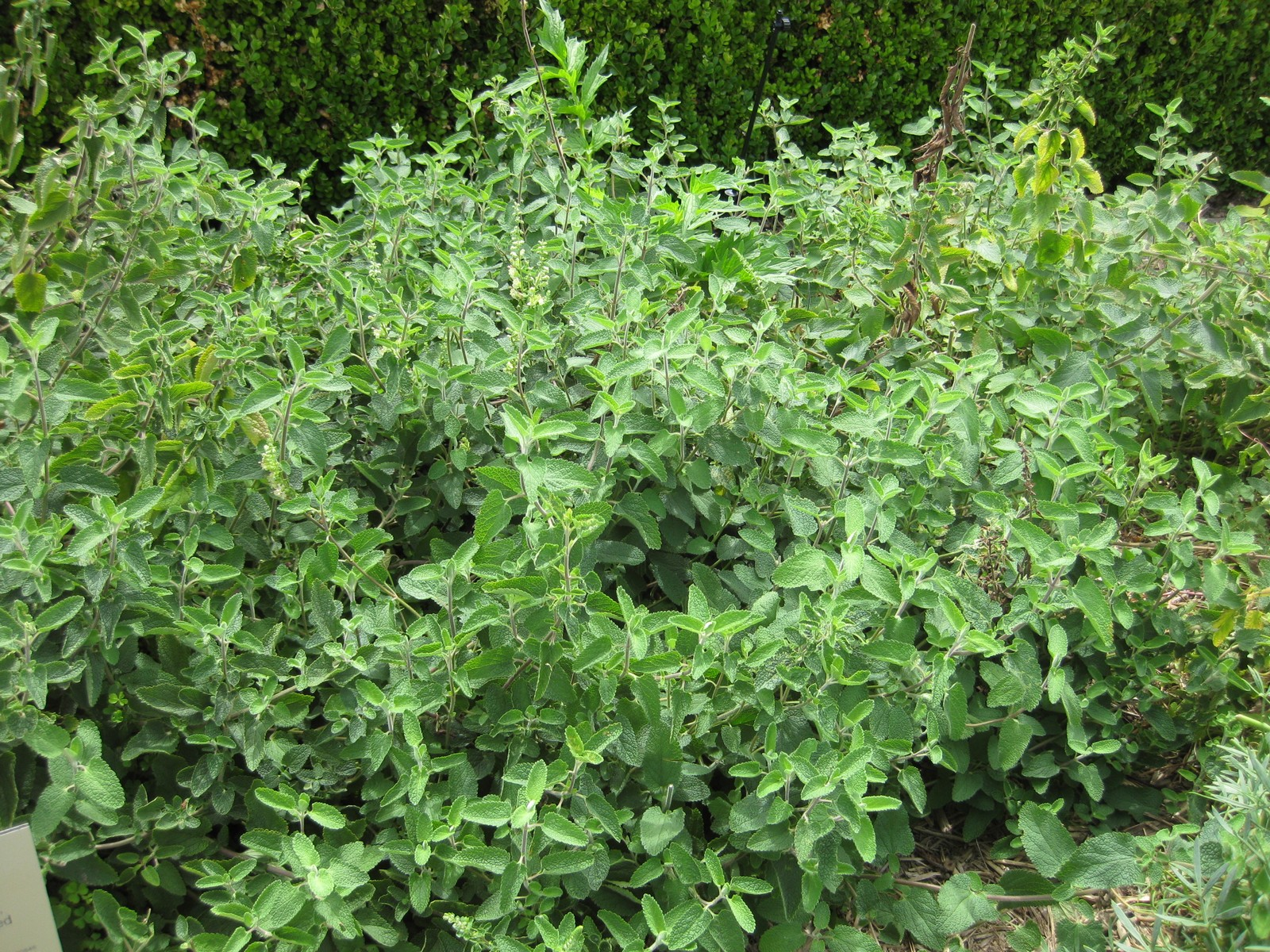
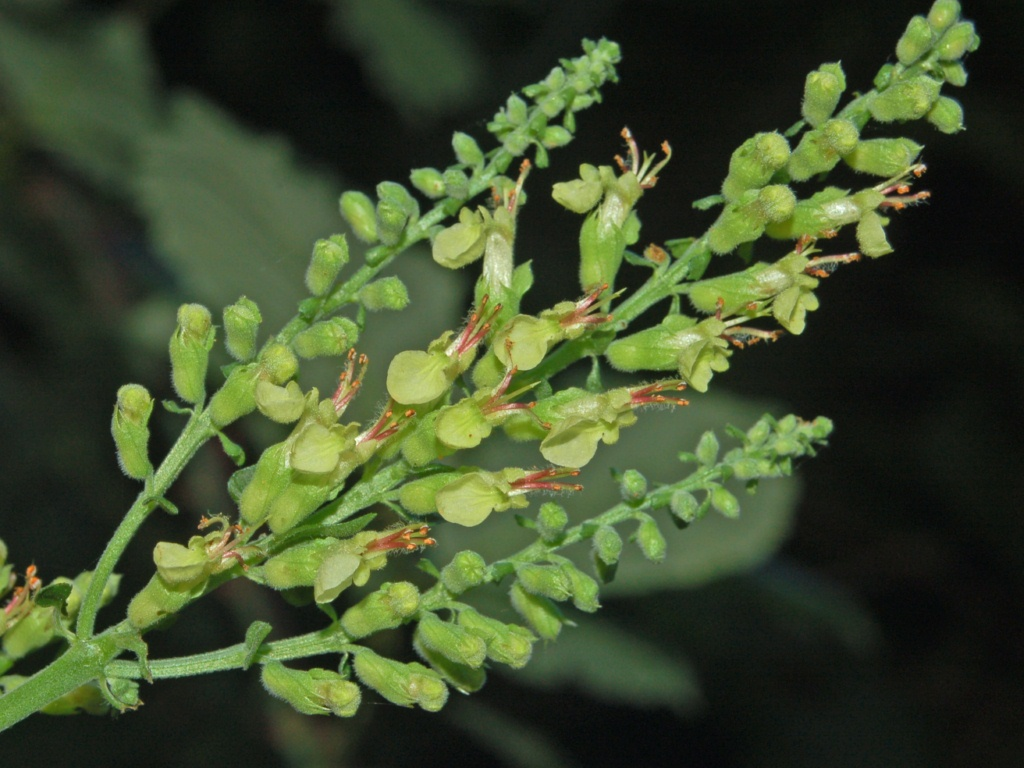
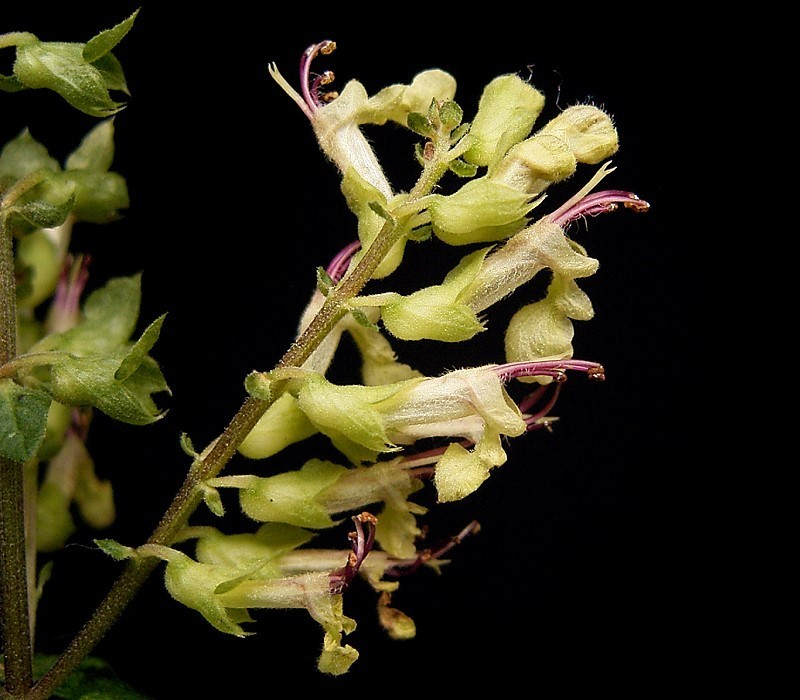
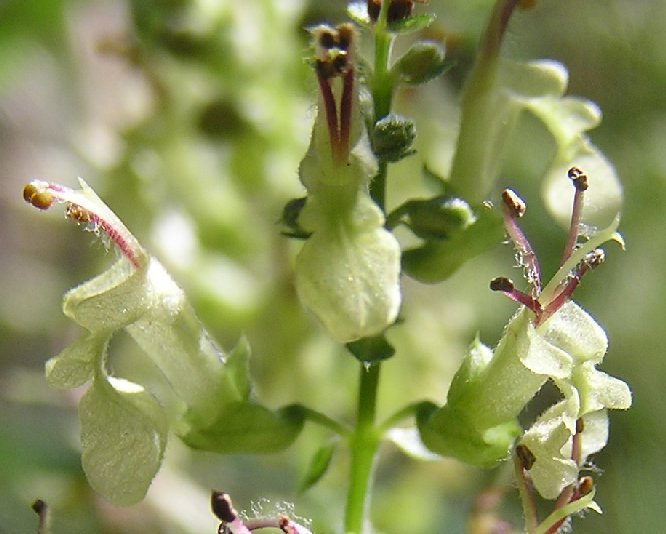
لقطة قريبة من الزهرة
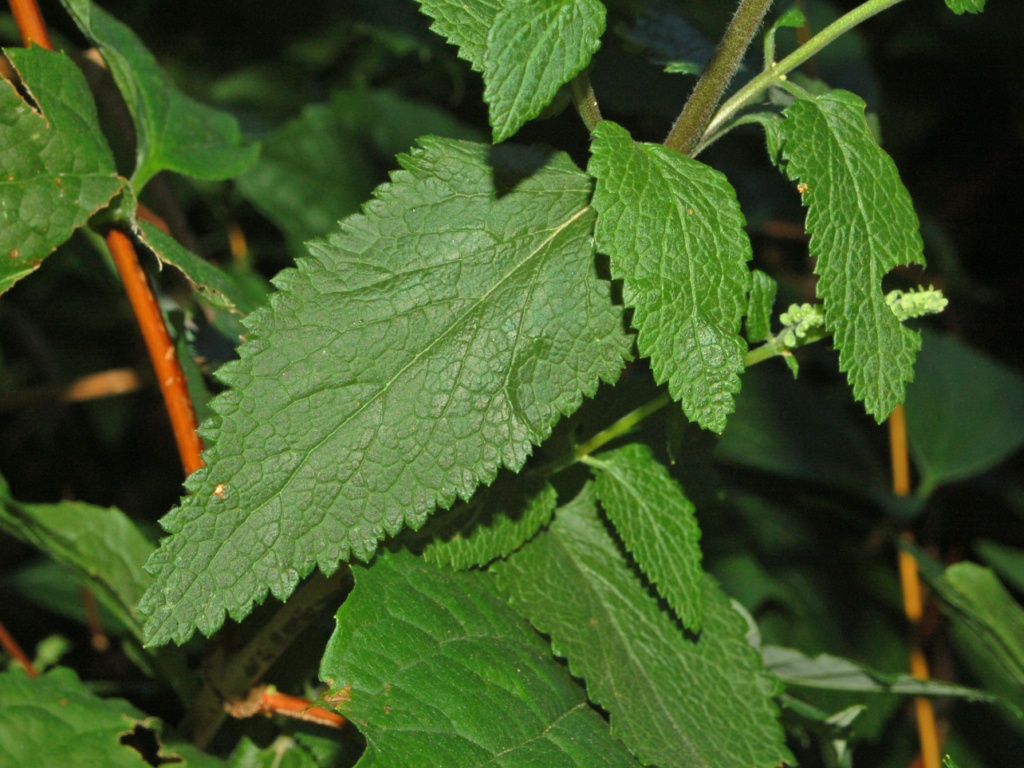